# Anna Odine Strøm
Pour les articles homonymes, voir Strøm.
Anna Odine Strøm est une sauteuse à ski norvégienne, née le 17 avril 1998 à Alta, dans le Finnmark, tout au nord de la Norvège. Elle pratique également le combiné nordique.

## Carrière sportive

### Saut
Anna Odine Strøm est entraînée par Christian Meyer au club d'Alta, sa ville natale.
Elle a fait ses débuts en compétition internationale le 18 février 2012 à Liberec, lors d'une épreuve de Coupe continentale.
Ses principales places d'honneur sont :
- deux podiums en Coupe continentale (Notodden[2], le 14 décembre 2013 et Lahti le 15 février 2014[3]). Elle monte sur un troisième podium à Nottoden en fin d'année 2015.
- une quatrième place par équipes lors des Championnats du monde juniors de Liberec en 2013, lors de sa première participation à ces Championnats,
- une cinquième place individuelle lors de Championnats du monde juniors d'Almaty en 2015.

Elle a par ailleurs représenté la Norvège lors des Championnats du monde 2015 et a pris son premier départ en Coupe du monde en décembre 2013, marquant ses premiers points en mars 2014 à Rasnov.
Aux Championnats du monde junior 2018, elle se place troisième en individuel et remporte le titre à l'épreuve par équipes mixte. Elle voit ses classements en Coupe du monde aussi progresser en 2018, entrant dans le top vingt (17e), avec comme meilleure performance deux septièmes places à Oslo et Oberstdorf cet hiver.
En 2018-2019, elle passe un nouveau cap : celui du podium, qu'elle monte sur à Zaō et Nijni Taguil, pour finir septième du classement général.
Aux Championnats du monde 2019, elle est neuvième du concours individuel, mais surtout remporte la médaille de bronze au concours par équipes mixte et le celui des femmes, pour la première fois au programme, avec Maren Lundby, Ingebjørg Saglien Braaten et Silje Opseth.

### Combiné
Anna Odine Strøm ne pratique pas le combiné au niveau international, notamment en raison de son âge : les premières compétitions féminines internationales de combiné jamais organisées furent réservées à des jeunes filles nées au plus tard en 1999, ce qui l'excluait de facto.
Elle est néanmoins entrée dans les annales en devenant la première championne de Norvège de combiné : le 18 mars 2015, à Trysil, la fédération norvégienne de ski organise en marge du Championnat national de saut le premier Championnat de Norvège de combiné nordique féminin, qu'elle considère « non-officiel ». Elle s'y impose devant Tonje Bakke et Hanna Midtsundstad.

## Palmarès

### Championnats du monde
| Épreuve / Édition  | Falun 2015                       | Seefeld 2019                     | Oberstdorf 2021 | Planica 2023 | Trondheim 2025 |
| Petit tremplin     | 25e                              | 9e                               |                 | Bronze       | Bronze         |
| Grand tremplin     | Épreuve inexistante à cette date | Épreuve inexistante à cette date |                 |              |                |
| Par équipes        | -                                | Bronze                           | Bronze          | Bronze       | Or             |
| Par équipes mixtes | -                                | Bronze                           |                 | Argent       | Or             |

### Coupe du monde
- Meilleur classement général : 7e en 2019.
- 15 podiums individuels : 3 victoires, 8 deuxièmes places et 4 troisièmes places.
- 4 podiums par équipes : 1 deuxième place et 3 troisièmes places.
- 1 podium en Super Team : 1 deuxième place.
- 4 podiums par équipes mixte : 1 victoire, 2 deuxièmes places et 1 troisième place.

#### Victoires
| Année     | Lieu                                                           |
| 2022-2023 | Ljubno (Slovénie), Hinterzarten (Allemagne), Rasnov (Roumanie) |

#### Classements généraux annuels
| Année | Rang |
| 2014  | 56e  |
| 2016  | 48e  |
| 2017  | 58e  |
| 2018  | 17e  |
| 2019  | 7e   |
| 2020  | 17e  |
| 2021  | 21e  |

### Jeux européens
- Médaille d'argent en tremplin normal par équipe mixte aux Jeux européens de 2023

### Championnats du monde junior
- Médaille d'or de l'épreuve par équipes mixte en 2018.
- Médaille de bronze au concours individuel en 2018.

### Jeux olympiques de la jeunesse
- Médaille d'argent par équipes mixtes (ski de fond, saut à ski, combiné nordique) en 2016 à Lillehammer.

### Coupe continentale
- 3 podiums.